# Санта-Круз (острів)
Острів Санта-Круз (англ. Santa Cruz Island) також Санта-Крус (ісп. Isla Santa Cruz) розташований біля південно-західного узбережжя Вентури, Каліфорнія, США. Це найбільший острів Каліфорнії і найбільший з восьми островів архіпелагу Нормандських островів і Національного парку Нормандських островів. Утворюючи частину північної групи Нормандських островів, Санта-Крус має довжину 35 кілометрів і ширину від 3 до 10 кілометрів із площею 249 952 км2.
Берегова лінія острова має круті скелі, великі морські печери, бухти та піщані пляжі. Найвища точка - Пік Диявола, висотою понад 2450 футів (747 м). Центральна долина розділяє острів уздовж розлому острова Санта-Крус з вулканічними породами на півночі та більш старими осадовими породами на півдні. Ця вулканічна порода була сильно роздроблена під час фази підняття, яка утворила острів, і понад сотню великих морських печер були вирізані в утворених розломах. Найбільшою з них є Печера Пейнтед, одна з найбільших у світі.
Острів є частиною округу Санта-Барбара, Каліфорнія. Перепис 2000 року показав, що населення становило дві людини.[5] Санта-Крус — найбільший приватний острів біля суміжних Сполучених Штатів. Право власності поділено між Службою національних парків (24%) та Охороною природи (76%).

## Історія
Археологічні дослідження вказують на те, що острів Санта-Крус був окупований принаймні 10 000 років. Він був відомий як Лімув (місце моря) або Мічумаш на чумашській мові. Люди чумашів, які жили на острові, створили дуже складне суспільство, залежне від морського видобутку, ремісничої спеціалізації та торгівлі з населенням материка.[7] Хуан Родрігес Кабрільйо вперше спостерігав острів у 1542 році, пізніше, за оцінками, був населений від 2000 до 3000 чумашів на трьох північних островах Нормандського, з 11 селами на Санта-Крус.
У 1602 році Себастьян Віскаїно очолив останню іспанську експедицію до Каліфорнії. На його карті острів Санта-Крус назвав Isla de Gente Barbuda (острів бородатих). Між 1602 і 1769 роками не було зареєстровано жодного європейського контакту з островом. Нарешті, в 1769 році наземна і морська експедиція дона Гаспара де Портола досягла острова Санта-Крус. З ним подорожували отець Хуан Гонсалес Віскаїно та отець Франциско Палу.
Збройні сили Сполучених Штатів почали використовувати острів Санта-Крус під час Другої світової війни, а також побудували та підтримували стратегічні об'єкти на острові. Як і всі Нормандські острови, острів Санта-Крус використовувався як форпост раннього попередження для спостереження за ворожими літаками і кораблями під час Другої світової війни. Під час холодної війни станція зв'язку була встановлена у складі Тихоокеанського ракетного полігону. Ця станція залишається в роботі, хоча й використовується не на рівні, який спостерігався в 1950-1960-ті роки.

## Природа та рослинність

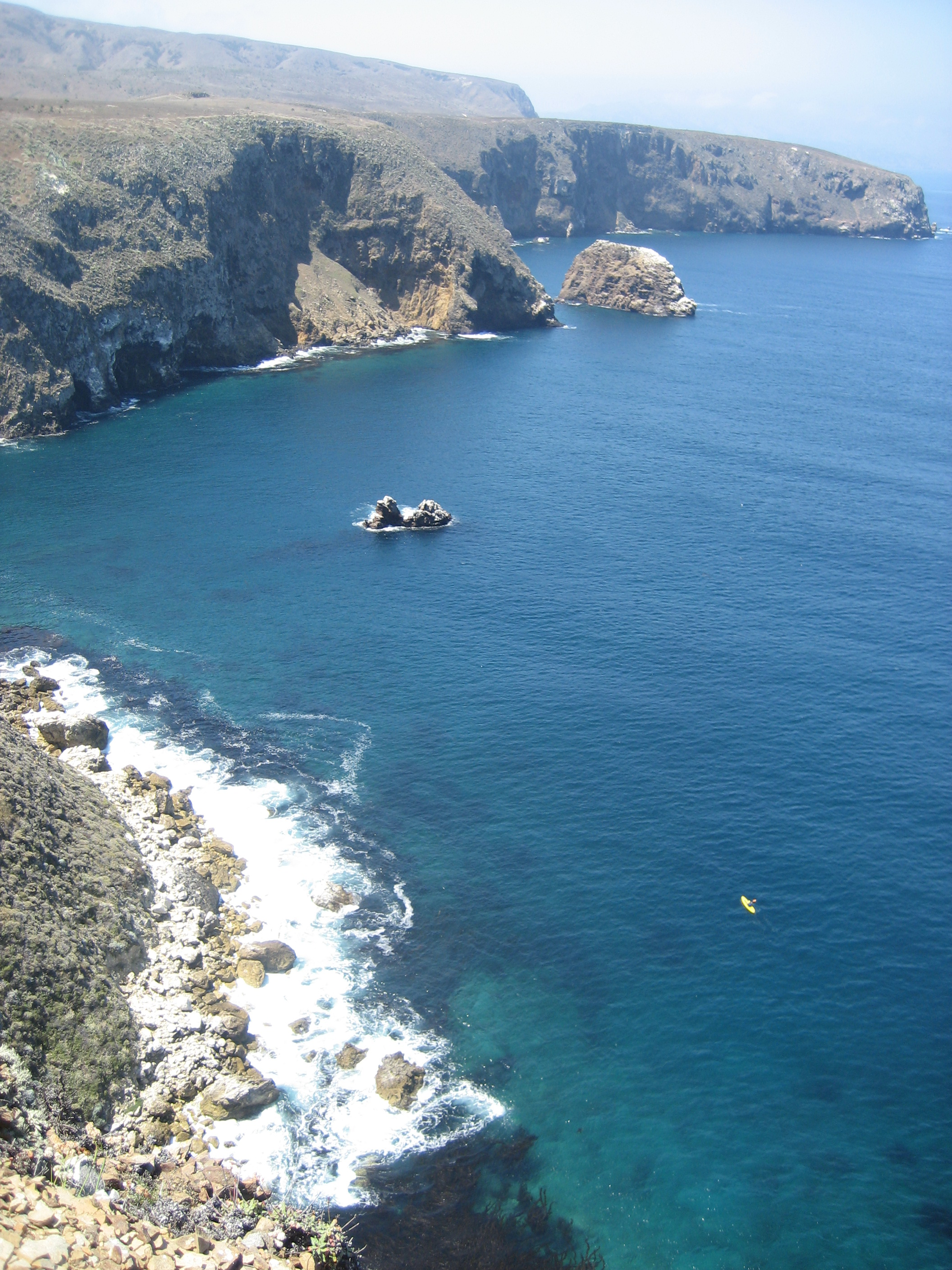
Північне узбережжя острова Санта-Крус в 2008 році.

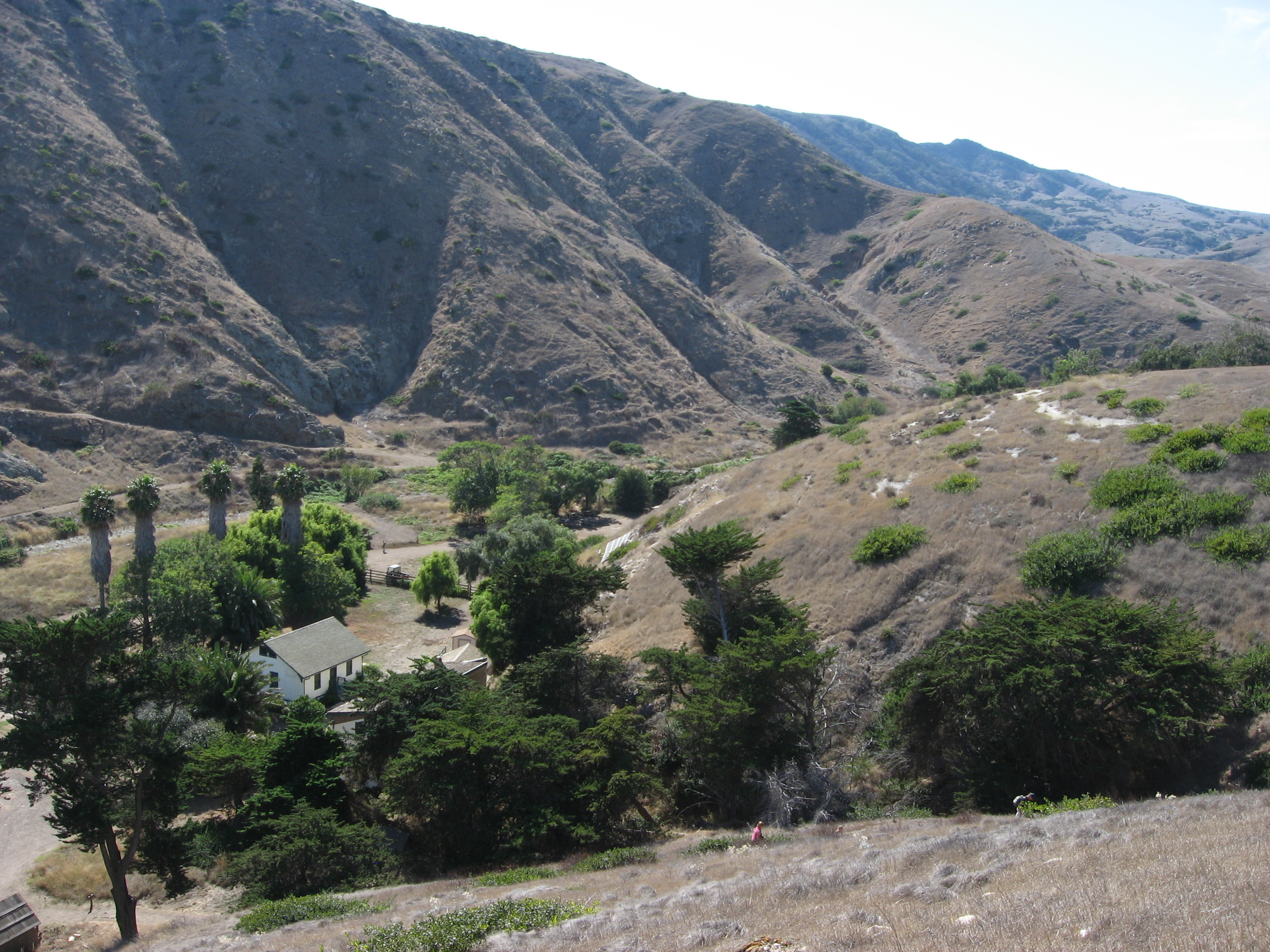
Ранчо Скорпіон, 2009

Острів Санта-Крус є домом для деяких ендемічних видів тварин і рослин, у тому числі острівної лисиці Санта-Крус (Urocyon littoralis santacruzae), підвиду острівної лисиці.
Інтродуковані та інвазивні види на острові Санта-Крус включають:
- Беркут (загарбник), який замінив місцевого білоголового орлана, і полював на острівних лисиць до загрозливого статусу. Спочатку приваблювала присутність свиней[6].
- Фенхель (введений) служив прикриттям для острівних лисиць, але як корм для диких свиней.
- Дикі свині (інтродуковані), витіснені місцеві острівні лисиці. З 2006 року більше не існує.
- Вівці Санта-Крус
- Кінь на острові Санта-Крус

Місцеві види включають:
- Острівна сойка, яка зустрічається тільки на острові Санта-Крус
- Кресс Гофмана[en], який зустрічається тільки з островів Санта-Крус і Санта-Роза[7].
- Острівна манзаніта[en][8] і манзаніта білошерста[9], чагарники, ендемічні для острова Санта-Крус.
- Острівна ящірка[10], ендемічна для Нормандських островів Каліфорнії[11]
- Острівна лисиця є корінними мешканцями острова. Приблизно розміром з домашніх котів, острівні лисиці не бояться людей. Їх можна регулярно спостерігати в більшості кемпінгів на острові Санта-Крус. Острівна лисиця Санта-Крус (Urocyon littoralis santacruzae) — це підвид острівної лисиці, яка мешкає на острові Санта-Крус.

## Клімат
Клімат острова Санта-Круз помірно морський, морози рідкі, а сніг майже невідомий, за винятком дуже рідко на найвищих гірських схилах. Річна кількість опадів коливається від приблизно 410 мм. на береговій лінії до 640 мм. на найвищих гірських схилах. Кількість опадів з року в рік сильно змінюється, вологі роки чергуються з посушливими роками. Більшість опадів випадає з листопада по березень. Літо сухе, але часто похмуре та прохолодне з прибережним туманом.
| Клімат острова Санта-Круз    | Клімат острова Санта-Круз | Клімат острова Санта-Круз | Клімат острова Санта-Круз | Клімат острова Санта-Круз | Клімат острова Санта-Круз | Клімат острова Санта-Круз | Клімат острова Санта-Круз | Клімат острова Санта-Круз | Клімат острова Санта-Круз | Клімат острова Санта-Круз | Клімат острова Санта-Круз | Клімат острова Санта-Круз | Клімат острова Санта-Круз |
| Показник                     | Січ.                      | Лют.                      | Бер.                      | Квіт.                     | Трав.                     | Черв.                     | Лип.                      | Серп.                     | Вер.                      | Жовт.                     | Лист.                     | Груд.                     | Рік                       |
| Абсолютний максимум, °C      | 30                        | 30                        | 34                        | 36                        | 38                        | 43                        | 43                        | 41                        | 40                        | 39                        | 36                        | 32                        | 43                        |
| Середній максимум, °C        | 18                        | 18                        | 18                        | 19                        | 21                        | 22                        | 23                        | 23                        | 23                        | 22                        | 20                        | 18                        | 21                        |
| Середня температура, °C      | 12                        | 12                        | 13                        | 14                        | 16                        | 17                        | 19                        | 19                        | 18                        | 17                        | 13                        | 11                        | 15                        |
| Середній мінімум, °C         | 5                         | 7                         | 8                         | 9                         | 11                        | 12                        | 14                        | 14                        | 13                        | 11                        | 7                         | 4                         | 9                         |
| Абсолютний мінімум, °C       | −4                        | −4                        | −1                        | 1                         | 3                         | 5                         | 7                         | 6                         | 6                         | −1                        | −1                        | −7                        | −7                        |
| Норма опадів, мм             | 89                        | 100                       | 81                        | 25                        | 7.6                       | 2.5                       | 0                         | 2.5                       | 7.6                       | 20                        | 41                        | 74                        | 460                       |
| ---------------------------- | ------------------------- | ------------------------- | ------------------------- | ------------------------- | ------------------------- | ------------------------- | ------------------------- | ------------------------- | ------------------------- | ------------------------- | ------------------------- | ------------------------- | ------------------------- |
| Джерело: The Weather Channel |                           |                           |                           |                           |                           |                           |                           |                           |                           |                           |                           |                           |                           |